# Ghosia Bazar
Ghosia Bazar è una suddivisione dell'India, classificata come nagar panchayat, di 15.778 abitanti, situata nel distretto di Sant Ravidas Nagar, nello stato federato dell'Uttar Pradesh. 